# Diaphoreolis viridis
Diaphoreolis viridis (Forbes, 1840) è un mollusco nudibranco appartenente alla famiglia Trinchesiidae, diffuso nel nord dell'oceano Atlantico.

## Descrizione
Il corpo, giallastro, può raggiungere i 3 cm.

## Biologia
La sua dieta è composta da Sertulariidae.